# أندريا كاثروود
أندريا كاثروود (بالإنجليزية: Andrea Catherwood) هي صحفية ومقدمة تلفزيونية بريطانية، ولدت في 27 نوفمبر 1967 في بلفاست في المملكة المتحدة.

## وصلات خارجية
- أندريا كاثروود على موقع IMDb (الإنجليزية)
- أندريا كاثروود على موقع قاعدة بيانات الفيلم (الإنجليزية)